# LuLuLu文庫
LuLuLu文庫（ルルル文庫）是小學館2007年5月24日創刊的少女向輕小說文庫系列。繼承了同社2005年、2006年間或休刊的Palette文庫與Canvas文庫路線的同時，亦繼承了2001年休刊的Super Quest文庫的奇幻路線。
於創刊1年前的2006年4月與姐妹書系GAGAGA文庫共同舉辦了「小學館輕小說大賞」，幷於官方網站公開招募繪師，亦會參與同人誌即賣會活動COMITIA「出差編輯部」的形式參展，採取重視新人挖掘、培養的路線。
LuLuLu文庫亦有出版英文翻譯奇幻小說。
在作品推廣上，部份作品採取了輕小說推廣時較為少見的網路連載模式。部份作品則有發售附帶迷你廣播劇CD的特裝版。

## 作品一覽
由於未出版書籍居多，完整列表請見日語版條目。

### 東立出版社
- 愛玩王子（片瀨由良/凪花澄）
- 沙漠國物語（倉吹智絵/片桐郁美）
- 公主心（高殿円/香代乃→明咲透路）
- 鈴木同學，我愛你－With Precious Heart－（原作·插畫：池山田剛/時海結以）
- BLACK BIRD～黑鳥戀人～－MISSING－（原作·插畫：桜小路鹿乃子/時海結以）
- 赤河戀影外傳（篠原千絵）
- 起死回生的女孩（篠原千絵）

### 尖端出版
- 幻夢遊戲 玄武開傳 絆~遙遠的風之子

### 三采文化
- 舞姬戀風傳（深山薰衣/藤間麗）

### 小說未代理
- 黎明的阿爾卡納 起始之刻（小說 鮎川はぎの·原作/插畫 藤間麗，東立出版社出版原作漫畫）
- 絕對達令 番外篇 感謝（小說片瀨由良、たちばなかをる·原作/插畫 渡瀨悠宇，長鴻出版社出版漫畫版）
- 今天開始談戀愛系列（小說高瀬ゆのか·原作/插畫 水波風南，長鴻出版社出版漫畫版）
- 我們的存在 -你存在的季節-（小說 高瀬ゆのか·原作/插畫 小畑友紀，東立出版社出版原作漫畫）
- 傻傻未知愛 他和她和那傢伙的秘密（小說高瀬ゆのか·原作/插畫 宮坂香帆，長鴻出版社出版漫畫版）
- 快樂婚禮 （小說 高瀬ゆのか·原作/插畫 円城寺真紀，東立出版社出版原作漫畫）
- 二姬愛物語（小說深山薰衣·原作/插畫 和泉兼好，長鴻出版社出版漫畫版）

## 關聯條目
- 輕小說
- 角川Beans文庫
- 講談社X文庫WhiteHeart

## 外部連結
- （日語） LuLuLu文庫官方網站
- （日語） Lu³-BLOG・LuLuLu文庫創刊BLOG